# Isländische Fußballmeisterschaft der Frauen 2013
Die Isländische Fußballmeisterschaft der Frauen 2013 (offiziell Pepsi-deild kvenna 2013) war die 42. Spielzeit der höchsten isländischen Spielklasse im Frauenfußball. Sie startete am 7. Mai 2013 und endete am 15. September 2013 mit dem 18. Spieltag. UMF Stjarnan gewann die Meisterschaft ohne Punktverlust vor Valur Reykjavík und qualifizierte sich damit für das Sechzehntelfinale der UEFA Women’s Champions League 2014/15. Den Gang in die 1. deild kvenna mussten die aus den Vereinen HK Kópavogur und Víkingur Reykjavík bestehende Spielgemeinschaft „HK/Víkingur“ sowie Þróttur Reykjavík antreten.

## Abschlusstabelle
Der Meister qualifizierte sich für das Sechzehntelfinale der UEFA Women’s Champions League 2014/15, die Mannschaften auf dem neunten und zehnten Rang stiegen in die 1. deild kvenna ab.
| Pl. | Verein                          | Sp. | S  | U | N  | Tore    | Diff. | Punkte |
| --- | ------------------------------- | --- | -- | - | -- | ------- | ----- | ------ |
| 1.  | UMF Stjarnan                    | 18  | 18 | 0 | 0  | 069:600 | +63   | 54     |
| 2.  | Valur Reykjavík                 | 18  | 12 | 3 | 3  | 053:200 | +33   | 39     |
| 3.  | ÍB Vestmannaeyjar               | 18  | 12 | 1 | 5  | 043:250 | +18   | 37     |
| 4.  | Þór/KA (M)                      | 18  | 8  | 6 | 4  | 038:240 | +14   | 30     |
| 5.  | Breiðablik Kópavogur (P)        | 18  | 9  | 2 | 7  | 028:320 | −4    | 29     |
| 6.  | UMF Selfoss                     | 18  | 6  | 3 | 9  | 019:330 | −14   | 21     |
| 7.  | FH Hafnarfjörður                | 18  | 4  | 5 | 9  | 035:440 | −9    | 17     |
| 8.  | UMF Afturelding                 | 18  | 4  | 2 | 12 | 017:450 | −28   | 14     |
| 9.  | HK Kópavogur/Víkingur Reykjavík | 18  | 4  | 2 | 12 | 020:520 | −32   | 14     |
| 10. | Þróttur Reykjavík               | 18  | 1  | 0 | 17 | 013:640 | −51   | 03     |

## Saisonstatistiken

### Vereine
| Verein               | Stadt                 | Stadion            | Platzierung 2012         |
| -------------------- | --------------------- | ------------------ | ------------------------ |
| Þór/KA               | Akureyri              | Þórsvöllur         | Meister                  |
| ÍB Vestmannaeyjar    | Vestmannaeyjar        | Hásteinsvöllur     | 2. Rang                  |
| UMF Stjarnan         | Garðabær              | Samsung völlur     | 3. Rang                  |
| Valur Reykjavík      | Reykjavík             | Vodafonevöllur     | 4. Rang                  |
| Breiðablik Kópavogur | Kópavogur             | Kópavogsvöllur     | 5. Rang                  |
| FH Hafnarfjörður     | Hafnarfjörður         | Kaplakrikavöllur   | 6. Rang                  |
| UMF Afturelding      | Mosfellsbær           | N1-völlurinn Varmá | 7. Rang                  |
| UMF Selfoss          | Selfoss               | Selfossvöllur      | 8. Rang                  |
| Þróttur Reykjavík    | Reykjavík             | Valbjarnarvöllur   | 1. Rang (Aufstiegsrunde) |
| HK/Víkingur          | Reykjavík (Kópavogur) | Víkingsvöllur      | 2. Rang (Aufstiegsrunde) |

### Kreuztabelle
Die Kreuztabelle stellt die Ergebnisse aller Spiele dieser Saison dar. Die Heimmannschaft ist in der linken Spalte, die Gastmannschaft in der oberen Zeile aufgelistet.
|                                 | UMF Stjarnan |     | ÍB Vestmannaeyjar | Þór Akureyri · KA Akureyri | Breiðablik Kópavogur | UMF Selfoss | FH Hafnarfjörður | UMF Afturelding | HK Kópavogur · Víkingur Reykjavík | Þróttur Reykjavík |
| UMF Stjarnan                    |              | 4:0 | 3:0               | 3:0                        | 6:0                  | 4:0         | 7:0              | 5:1             | 6:0                               | 3:0               |
| Valur Reykjavík                 | 0:2          |     | 3:3               | 0:0                        | 2:1                  | 4:0         | 5:3              | 7:0             | 6:0                               | 6:1               |
| ÍB Vestmannaeyjar               | 0:3          | 1:2 |                   | 3:2                        | 3:1                  | 3:0         | 1:0              | 5:0             | 7:2                               | 4:0               |
| Þór/KA                          | 1:2          | 2:2 | 3:1               |                            | 1:1                  | 1:3         | 1:1              | 1:1             | 3:1                               | 5:0               |
| Breiðablik Kópavogur            | 1:2          | 1:0 | 3:1               | 1:5                        |                      | 4:1         | 2:2              | 1:2             | 3:0                               | 5:0               |
| UMF Selfoss                     | 0:2          | 0:4 | 1:2               | 1:2                        | 1:3                  |             | 0:0              | 0:0             | 0:0                               | 4:2               |
| FH Hafnarfjörður                | 1:3          | 1:3 | 1:3               | 2:2                        | 3:1                  | 1:2         |                  | 4:1             | 1:2                               | 5:2               |
| UMF Afturelding                 | 0:5          | 0:3 | 0:3               | 1:4                        | 0:3                  | 1:2         | 5:2              |                 | 3:0                               | 4:1               |
| HK Kópavogur/Víkingur Reykjavík | 0:5          | 0:3 | 0:1               | 1:4                        | 3:4                  | 1:2         | 2:2              | 2:1             |                                   | 4:1               |
| Þróttur Reykjavík               | 1:2          | 1:5 | 1:2               | 1:4                        | 0:3                  | 0:2         | 2:6              | 1:0             | 0:2                               |                   |

### Torschützenliste
Die Rangfolge wurde zunächst nach der Trefferanzahl, anschließend nach der Anzahl der Meisterschaftseinsätze bestimmt.
| Pl. | Spielerin                 | Verein               | Tore |
| --- | ------------------------- | -------------------- | ---- |
| 1.  | Harpa Þorsteinsdóttir     | UMF Stjarnan         | 28   |
| 2.  | Elín Metta Jensen         | Valur Reykjavík      | 17   |
| 3.  | Danka Podovac             | UMF Stjarnan         | 16   |
| 4.  | Shaneka Jodian Gordon     | ÍB Vestmannaeyjar    | 13   |
| 5.  | Ashlee Hincks             | FH Hafnarfjörður     | 12   |
| 6.  | Bryndís Jóhannesdóttir    | ÍB Vestmannaeyjar    | 11   |
| 7.  | Guðmunda Brynja Óladóttir | UMF Selfoss          | 11   |
| 8.  | Sandra María Jessen       | Þór/KA               | 9    |
| 9.  | Dóra María Lárusdóttir    | Valur Reykjavík      | 9    |
| 9.  | Greta Mjöll Samúelsdóttir | Breiðablik Kópavogur | 9    |